# Aéroport international de Jacksonville
L'aéroport international de Jacksonville (code IATA : JAX • code OACI : KJAX • code FAA : JAX) est un aéroport public civil et militaire situé à 21 km (13 mi) au nord du centre-ville de Jacksonville, une ville dans le comté de Duval, en Floride.

## Situation
| Daytona Beach Fort Lauderdale Fort Myers Gainesville Jacksonville Key West Orlando-Melbourne Miami Orlando Orlando-Sanford Panama City Pensacola Punta Gorda Sarasota-Bradenton St. Augustine St. Petersburg-Clearwater Tallahassee Tampa Valparaiso Palm Beach Naples Vero Beach |

## Compagnies et destinations
| Compagnies         | Destinations | Refs  |
| ------------------ | --- | ----- |
| Allegiant Air      | Cincinnati-Northern Kentucky, Grand Rapids-G. R. Ford, Indianapolis, Norfolk, Pittsburgh En saison : Saint-Louis MidAmerica, Cleveland-Hopkins, Columbus (Rickenbacker Int'l) | [ 1 ] |
| American Airlines  | Charlotte-Douglas, Chicago-O'Hare, Dallas-Fort Worth, Philadelphie | [ 2 ] |
| American Eagle     | Charlotte-Douglas, Chicago-O'Hare, Miami, Philadelphie, Washington-Reagan | [ 2 ] |
| Delta Air Lines    | Atlanta H.-Jackson, Détroit, New York-John F. Kennedy En saison : Minneapolis-Saint-Paul                                                                                      | [ 3 ] |
| Delta Connection   | Boston Logan, New York-John F. Kennedy, New York-LaGuardia, Raleigh-Durham | [ 3 ] |
| Frontier Airlines  | Philadelphie En saison : Trenton (comté de Mercer) | [ 4 ] |
| JetBlue            | Boston Logan, Fort Lauderdale-Hollywood, New York-John F. Kennedy | [ 5 ] |
| Southwest Airlines | Atlanta H.-Jackson, Baltimore-T. Marshall, Chicago-Midway, Denver, Houston-W. P. Hobby, Nashville                                                                             | [ 6 ] |
| Spirit Airlines    | Baltimore-T. Marshall |       |
| United Airlines    | Chicago-O'Hare, Denver, Houston-George Bush, Newark-Liberty | [ 7 ] |
| United Express     | Chicago-O'Hare, Houston-George Bush, Newark-Liberty, Washington-Dulles | [ 7 ] |

Édité le 04/02/2020

## Statistiques
Pour des raisons techniques, il est temporairement impossible d'afficher le graphique qui aurait dû être présenté ici.

Voir la requête brute et les sources sur Wikidata.